# Goppenstein

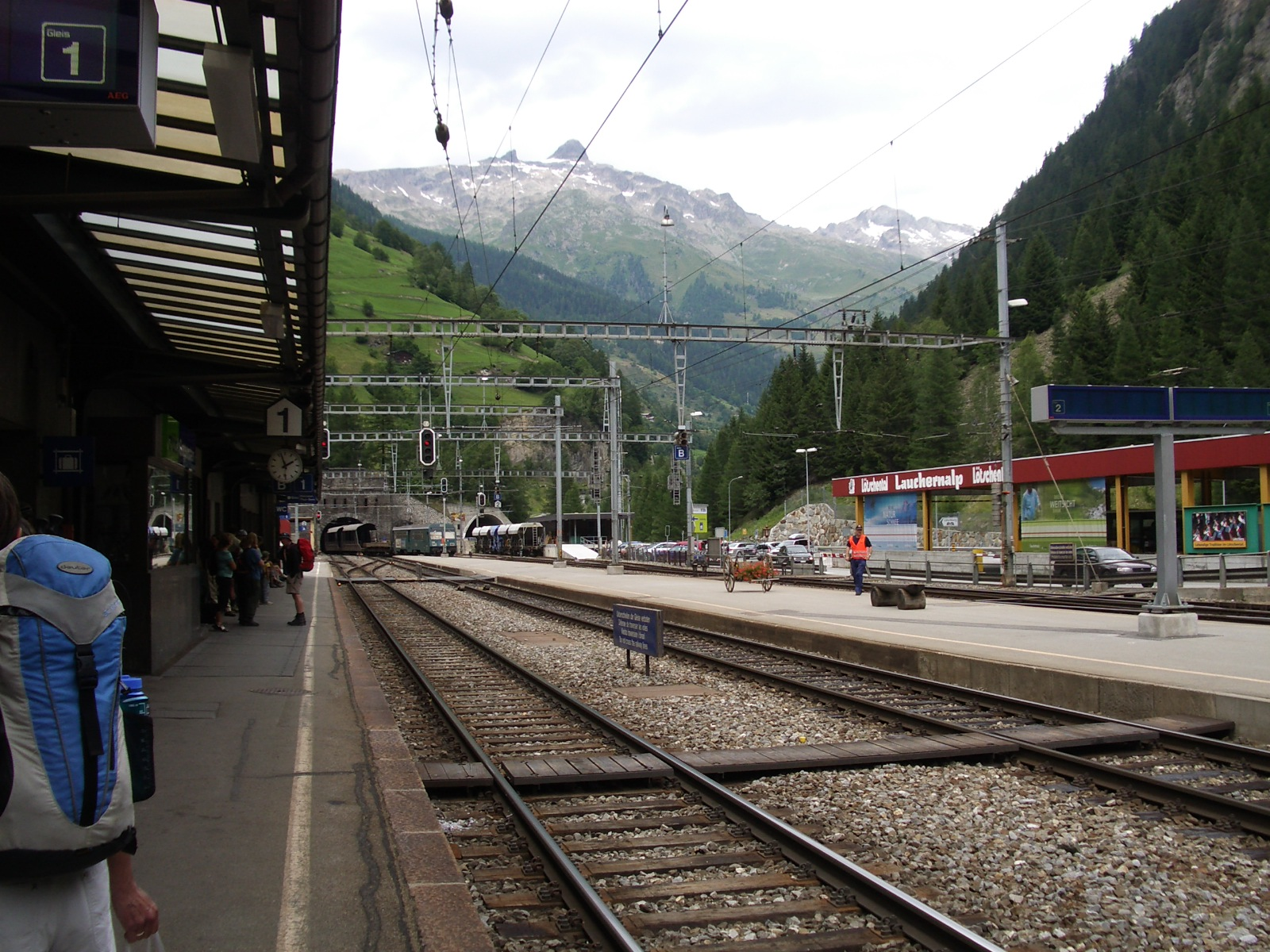
Bahnhof mit Lötschbergtunnel

Bahnhof (1962)

Goppenstein ist ein Weiler der Walliser Gemeinde Ferden am Übergang der Lonzaschlucht ins Lötschental.

## Geschichte
Goppenstein hat eine lange Geschichte des Bergbaus (siehe Liste von Bergwerken in der Schweiz). Die 1902 gegründete Bergwerks-Actiengesellschaft Helvetia liess in Goppenstein bis 1907 Bleierz abbauen, das sie zur Verhüttung nach Frankfurt am Main brachte. Die Menge belief sich auf bis zu 3000 Tonnen pro Jahr.

## Verkehr
Bekannt ist Goppenstein wegen seines Bahnhofs an der Lötschberglinie und der Verladeanlage für den Autoverlad durch den Lötschbergtunnel vom Wallis nach Kandersteg im Berner Oberland. Vom Bahnhof Goppenstein aus führen Postauto-Linien nach Blatten im Lötschental, Gampel und Steg.